# Butjatj
Butjatj (ukrainsk: Бучач; polsk: Buczacz; jiddisch: בעטשאָטש eller ביטשאטש (Bitshotsh); hebraisk: בוצ'אץ' Buch'ach; tysk: Butschatsch; tyrkisk: Bucaş) er en by beliggende ved floden Strypa (en biflod til Dnjestr) i Tjortkiv rajon i Ternopil oblast (provins) i Vestukraine. Den er vært for administrationen af Butjatj urban hromada, en af hromadaerne i Ukraine. Butjatj ligger 135 km sydøst for Lviv, i den historiske region Halytjyna (Galicien). Byen lå i Den polsk-litauiske realunion indtil Polens delinger, efterfulgt af Habsburgermonarkiet (1772-1804), Kejserriget Østrig (1804-1867), Østrig-Ungarn (1867-1918), Vestukrainske folkerepublik (1918-1919) og Polen (1919-1939).
Byen har 12.511 (2001) indbyggere.